# توپیکا (ایلینوی)
توپیکا (به انگلیسی: Topeka) یک منطقهٔ مسکونی در ایالات متحده آمریکا است که در ایلینوی واقع شده‌است. توپیکا ۰٫۳۵ کیلومتر مربع مساحت و ۶۰ نفر جمعیت دارد و ۱۴۴٫۱۷ متر بالاتر از سطح دریا واقع شده‌است.